# Bruno Henrique Pinto
Bruno Henrique Pinto (Belo Horizonte, 30 december 1990) is een Braziliaans voetballer die doorgaans als aanvaller speelt. Hij verruilde Santos in januari 2019 voor Flamengo.

## Clubcarrière
Bruno Henrique genoot zijn jeugdopleiding bij Cruzeiro. Die club leende hem uit aan Uberlândia EC, waar hij in 2013 een permanent verblijf tekende. In juli 2014 werd de aanvaller uitgeleend aan Itumbiara. In januari 2015 trok hij naar Goiás EC. Op 10 mei 2015 debuteerde Bruno Henrique in de Braziliaanse Série A tegen Vasco da Gama. Zijn eerste competitietreffers volgden op 16 mei 2015 tegen Atlético Paranaense. In januari 2016 tekende Bruno Henrique een contract tot medio 2019 bij VfL Wolfsburg.